# Daniel Juez
Daniel Alejandro Juez (13 de septiembre de 1963, Córdoba, Argentina), es un abogado y político perteneciente al Frente Cívico de Córdoba. Hermano mellizo del líder de su partido Luis Juez, ocupó el cargo de Concejal de Córdoba de 2011 a 2015 y actualmente es legislador provincial.

## Su Trayectoria en la Política
Daniel fue designado por su hermano Luis Juez cómo secretario de Desarrollo Social y Participación Ciudadana de la Municipalidad de Córdoba, cuando su hermano era intendente de la ciudad (2003-2007), hasta que la asumió Daniel Giacomino.
Entre 2009-2011 fue secretario del Bloque del Frente Cívico en la Cámara de Diputados de la Nación. [cita requerida]En las elecciones a Intendente de Córdoba en 2011 fue candidato a Viceintendente acompañando a Esteban Domina. Entre 2011-2015 asumió una de las dos bancas que consiguió el Frente Cívico en el consejo deliberante de Córdoba, ocupando Domina la otra banca en 2015. El Legislador Provincial encabezó la boleta de Legisladores de la alianza Juntos por Córdoba (Unión Cívica Radical, Propuesta Republicana y Frente Cívico). En 2017 fue objeto de  denuncias por malversación de fondos públicos, que había sido realizada ante la jueza María Servini de Cubría, por la existencia de cuentas bancarias en el exterior a nombre del senador por Córdoba de tres cuentas por un monto total de alrededor de 5 millones de dólares.
Nuevamente fue candidato a legislador provincial buscando su reelección en el puesto número 11 de la lista en las Elecciones provinciales de Córdoba de 2019, no resultando electo ya que solo 8 legisladores de la lista entraron.
En las Elecciones provinciales de Córdoba de 2023 resultó electo legislador provincial para el periodo 2023-2027.